# NGC 5859
NGC 5859 ist eine Balken-Spiralgalaxie, die im Sternbild Bärenhüter liegt und im New General Catalogue verzeichnet ist. Sie ist schätzungsweise 216 Millionen Lichtjahre von der Milchstraße entfernt. Die Galaxie wurde am 27. April 1788 von dem Astronomen William Herschel mit seinem 48-cm-Teleskop entdeckt.

## NGC 5859-Gruppe (LGG 394)
| Galaxie   | Alternativname | Entfernung/Mio. Lj |
| --------- | -------------- | ------------------ |
| NGC 5857  | PGC 53995      | 216                |
| NGC 5859  | PGC 54001      | 216                |
| PGC 53708 | UGC 9672       | 224                |
| PGC 53436 | UGC 9620       | 212                |
| PGC 53448 | UGC 9622       | 219                |
| PGC 54393 | UGC 9777       | 213                |